# Artem Krawez
Artem Anatolijowytsch Krawez (ukrainisch Артем Анатолійович Кравець; * 3. Juni 1989 in Dniprodserschynsk, Ukrainische SSR, Sowjetunion) ist ein ukrainischer Fußballspieler.

## Karriere

### Vereine

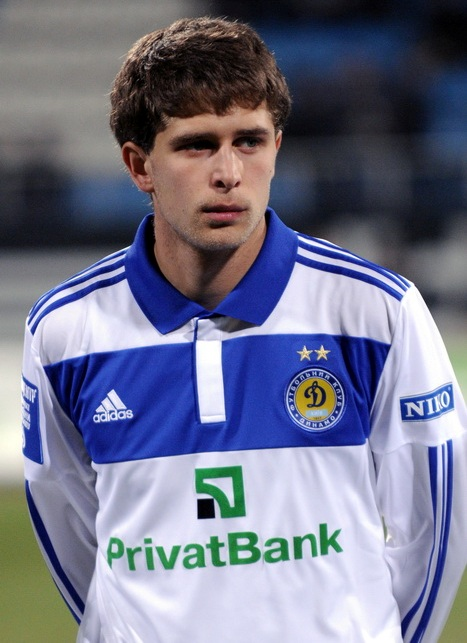
Artem Krawez bei Dynamo Kiew (2011)

Der Stürmer spielte in der Jugend ab 2004 für Dynamo Kiew. Nachdem er in der zweiten Mannschaft von Dynamo regelmäßig zum Einsatz gekommen war, wurde Juri Sjomin, der zu dieser Zeit Trainer der A-Mannschaft war, auf ihn aufmerksam und berief ihn in die erste Elf. Anschließend wurde Krawez Stammspieler bei Dynamo Kiew und sorgte für internationale Aufmerksamkeit, als er mit zwei Treffern in der Zwischenrunde des UEFA-Pokals 2008/09 den FC Valencia aus dem Turnier schoss. In der Saison 2008/09 gewann Krawez mit Kiew erstmals die Ukrainische Meisterschaft. 2013 spielte er für einige Monate auf Leihbasis für Arsenal Kiew. Nach seiner Rückkehr wurde er mit Dynamo 2014 Pokalsieger und gewann in der Spielzeit 2014/15 das Double.
Am 4. Januar 2016 wechselte Krawez zunächst auf Leihbasis bis zum Ende der Saison 2015/16 zum VfB Stuttgart. Nachdem er am 23. Januar 2016 (18. Spieltag) beim 3:1-Sieg im Auswärtsspiel gegen den 1. FC Köln mit Einwechslung für Timo Werner in der 77. Minute sein Bundesligadebüt gegeben hatte, erzielte er am 30. Januar 2016 (19. Spieltag) mit dem 2:1-Siegtreffer in der 88. Minute im Heimspiel gegen den Hamburger SV sein erstes Bundesligator.
Es folgten weitere Ausleihen, die komplette Saison 2016/17 an den spanischen Erstligisten FC Granada und im Januar 2018 für sechs Monate zu Kayserispor in die Türkei.

### Nationalmannschaft
Krawez nahm mit dem U-19-Nationalteam der Ukraine an der Qualifikation zur U-19-Europameisterschaft 2008 teil. Er wurde im März 2008 für ein A-Länderspiel gegen Serbien nominiert, verletzte sich aber vor dem Spiel, sodass er absagen musste. Sein Debüt für die A-Nationalmannschaft der Ukraine gab er am 8. Februar 2011 im Spiel gegen Rumänien. Für die ukrainische U-21-Nationalmannschaft war Krawez bei der U-21-Europameisterschaft 2011 im Einsatz. Er erzielte für die A-Nationalelf in der Qualifikation zur Europameisterschaft 2016 drei Tore und qualifizierte sich mit der Ukraine in den Playoffs gegen Slowenien für die Endrunde in Frankreich.

## Erfolge
- Ukrainischer Meister: 2007, 2009, 2015
- Ukrainischer Pokalsieger: 2014, 2015
- Channel-One-Cup-Sieger: 2008